# Peter Ortner (Biologe)
Peter Ortner (* 1934 in Sexten) ist ein Südtiroler Biologe, Umweltschützer und Heimatpfleger.
Der aus Sexten gebürtige Ortner studierte an der Universität Innsbruck Zoologie und Botanik und arbeitete in der Folge als Lehrer und Direktor am Realgymnasium in Bozen. Neben seiner beruflichen Laufbahn engagierte er sich intensiv für Natur- und Landschaftsschutz, die er in Südtirol durch zahlreiche publizistische Beiträge in der Lokalpresse, in Radio- und Fernsehsendungen, mittels Vorträgen und wissenschaftlicher Publikationen begleitete und förderte. Als Mitglied der Arbeitsgruppe für Landschaftsschutz trug Ortner wesentlich zur Errichtung der sieben Naturparke bei. 1973 erhielt er für seine Verdienste den Walther-von-der-Vogelweide-Preis des Südtiroler Kulturinstituts, 2011 wurde dem langjährigen Obmann des Südtiroler Heimatpflegeverbands das Ehrenzeichen des Landes Tirol verliehen.